# David Denniston
David Denniston (1978) es un deportista estadounidense que compitió en natación. Ganó dos medallas en el Campeonato Mundial de Natación en Piscina Corta de 2002, oro en 4 × 100 m estilos y plata en 200 m braza.

## Palmarés internacional
| Campeonato Mundial en Piscina Corta | Campeonato Mundial en Piscina Corta | Campeonato Mundial en Piscina Corta | Campeonato Mundial en Piscina Corta |
| Año                                 | Lugar                               | Medalla                             | Prueba                              |
| ----------------------------------- | ----------------------------------- | ----------------------------------- | ----------------------------------- |
| 2002                                | Moscú (Rusia)                       | Medalla de oro                      | 4 × 100 m estilos                   |
| 2002                                | Moscú (Rusia)                       | Medalla de plata                    | 200 m braza                         |